# Helena Narmont
Helena Narmont (* 21. Januar 2001) ist eine estnische Tennisspielerin.

## Karriere
Narmont spielt bislang vorrangig auf der ITF Women’s World Tennis Tour, wo sie bisher aber noch keinen Titel gewinnen konnte.

### College Tennis
Seit 2022 spielt sie für das Damentennisteam der Minutemen der University of Massachusetts Amherst.